# Finska mästerskapet i bandy 1983/1984
Finska mästerskapet i bandy 1983/1984 spelades som dubbelserie följd av slutspel. OLS vann mästerskapet.

## Mästerskapsserien

### Slutställning
| Lag                          | Spelade | Vinster | Oavgjorda | Förluster | Målskillnad | Poäng |
| ---------------------------- | ------- | ------- | --------- | --------- | ----------- | ----- |
| OLS                          | 18      | 16      | 2         | 0         | 147–44      | 34    |
| IFK Helsingfors              | 18      | 12      | 1         | 5         | 109–60      | 25    |
| Veitsiluodon Vastus          | 18      | 11      | 3         | 4         | 72–48       | 25    |
| Borgå Akilles                | 18      | 10      | 2         | 6         | 81–53       | 22    |
| Warkauden Pallo -35          | 18      | 7       | 3         | 8         | 60–71       | 17    |
| OPS                          | 18      | 5       | 5         | 8         | 54–53       | 15    |
| Botnia-69                    | 18      | 5       | 3         | 10        | 67–77       | 13    |
| Mikkelin Kampparit           | 18      | 6       | 1         | 11        | 53–104      | 13    |
| Jyväskylän Seudun Palloseura | 18      | 4       | 2         | 12        | 51–107      | 10    |
| Lappeenrannan Veiterä        | 18      | 3       | 0         | 15        | 46–123      | 6     |

Veiterä åkte ur serien direkt. JPS kvar tillsammans med Kulosaaren Vesta. Nykomling blev Keminmaan Pallo.

### Grundseriens skytteliga
| Placering | Spelare           | Lag       | Mål |
| --------- | ----------------- | --------- | --- |
| 1.        | Matti Alatalo     | OLS       | 44  |
| 2.        | Veikko Niemikorpi | HIFK      | 39  |
| 3.        | Pekka Vartiainen  | Akilles   | 33  |
| 4.        | Seppo Laakkonen   | WP-35     | 29  |
| 5.        | Esko Korhonen     | Kampparit | 29  |
| 6.        | Mauri Kallio      | Vastus    | 24  |
| 7.        | Kari Peuhkuri     | HIFK      | 20  |
| 7.        | Sakari Puotiniemi | OPS       | 20  |
| 7.        | Kauko Rautiainen  | HIFK      | 20  |
| 10.       | Risto Kontturi    | OLS       | 19  |

## Semifinaler
Semifinalerna avgjordes i dubbelmöten, och det sämst placerade laget fick spela första matchen på hemmaplan. 
| Lag 1               | Resultat | Lag 2           | Match 1   | Match 2   |
| ------------------- | -------- | --------------- | --------- | --------- |
| Veitsiluodon Vastus | 7–10     | IFK Helsingfors | 3–2 (2–0) | 4–8 (2–5) |
| Borgå Akilles       | 4–10     | OLS             | 2–4 (1–3) | 2–6 (0–2) |

## Match om tredje pris
| Lag 1               | Resultat  | Lag 2         |
| ------------------- | --------- | ------------- |
| Veitsiluodon Vastus | 3–6 (3–4) | Borgå Akilles |

## Finaler
Finaler spaldes i bäst av tre.
| Lag 1           | Resultat | Lag 2 | Match 1   | Match 2   |
| --------------- | -------- | ----- | --------- | --------- |
| IFK Helsingfors | 0–2      | OLS   | 2–3 (2–1) | 2–4 (1–2) |

## Slutställning
| Placering | Lag                 |
| --------- | ------------------- |
| 1.        | OLS                 |
| 2.        | IFK Helsingfors     |
| 3.        | Borgå Akilles       |
| 4.        | Veitsiluodon Vastus |

## Finska mästarna
OLS: Jukka Palinsaari, Jouni Taskila; Ilkka Alatalo, Kalevi Immonen, Jari Löthman, Juha Niemikorpi, Timo Okkonen, Ari Rintala; Matti Alatalo, Ari Kuokkanen, Jari Luokkola, Kari Moilanen, Jukka Ohtonen, Jorma Kolehmainen; Asko Eskola, Eero Hamari, Risto Kontturi, Jari Surakka, Jouni Vesterinen. Tränare Reijo Karppinen.